# کارلو ماسی
روگرو فردی (ایتالیایی: Ruggero Freddi؛ زاده ۶ اکتبر ۱۹۷۶) یک استاد ریاضیات و بازیگر سابق پورنوگرافی گی اهل ایتالیا است که با نام  کارلو ماسی شناخته می‌شود.

## ابتدای زندگی
فردی در سال ۱۹۷۶ در رم در خانواده‌ای فقیر به دنیا آمد. پدر و مادرش وقتی سه ساله بود طلاق گرفتند.  در ۱۴ سالگی، او شروع به تمرین بدنسازی در یک باشگاه محلی کرد. در سال ۲۰۰۲، زمانی که او در آستانه اتمام اولین دوره تحصیلی خود در دانشگاه ساپینزای رم بود، به کانادا و متعاقباً به نیویورک نقل مکان کرد.

## حرفه
در سال ۲۰۰۳، ماسی مدرک کارشناسی ارشد (MSc) را در مهندسی کامپیوتر از دانشگاه ساپینزای رم به پایان رساند و در یک آزمایشگاه هوش مصنوعی مشغول به فعالیت شد.

### پورنوگرافی
در سال ۲۰۰۴، پس از تماس با یک استخدام‌کننده استودیو گروه کولت، وارد صنعت پورنوگرافی گی شد. پس از اولین بازی خود، او یک قرارداد به عنوان مدل با استودیو گروه کولت امضا کرد. او همیشه رابطه جنسی ایمن را تبلیغ کرده‌است.
حرفه پورن او شش سال (از ۲۸ تا ۳۴ سالگی) به طول انجامید. به دنبال اختلاف نظر با استودیو گروه کولت در سال ۲۰۰۹، از صنعت پورنوگرافی بازنشسته شد.

### تئاتر
او سپس وارد صنعت تئاتر شد.

### آکادمیک
پس از حضور در تئاتر، ماسی تصمیم گرفت به دانشگاه ساپینزای رم بازگردد. در آنجا او مدرک لیسانس ریاضیات را با امتیاز ۱۱۰/۱۱۰ و سپس مدرک کارشناسی ارشد در ریاضیات را با نمره ۱۱۰/۱۱۰ به دست آورد. در سال ۲۰۲۰ مدرک دکترای خود را در مدل‌های ریاضی برای مهندسی، الکترومغناطیس و علوم نانو با تمرکز بر کاربرد نظریه مورس در مسئله  دیریکله که به معادلات پواسون برمی‌گردد، به پایان رساند. مشاوران دکترای او آنجلا پیستویا و ماسیمو گروسی بودند.
در حالی که او در مقطع دکترا درس میخواند، مدرس دوره های تحلیل ۱ و تحلیل ۲ در دانشکده مهندسی دانشگاه ساپینزای رم بود.

## منبع
1. ↑  Matthews, David (May 17, 2018). "Interview with Ruggero Freddi". timeshighereducation.com. Archived from the original on May 26, 2020. Retrieved May 21, 2020.
2. ↑  Siti 2020, p. 72–73.
3. 1 2 3 4 5 6  Morgana (2017-11-11). "Ruggero Freddi biografia: la storia di Carlo Masi". WDonna.it (به ایتالیایی). Archived from the original on 2019-04-02. Retrieved 2020-04-16.
4. ↑  Corbelli, Giulio Maria (June 2, 2005). "Un ragazzo molto Colt – Intervista a Carlo Masi" (به ایتالیایی). CulturaGay.it. Archived from the original on January 19, 2019. Retrieved November 10, 2020.
5. ↑  Siti 2020, p. 128.
6. ↑  Siti 2020, p. 132–134.
7. ↑  "Facevo il pornodivo per pellicole gay. Oggi sono docente di ingegneria a La Sapienza di Roma". L'HuffPost (به ایتالیایی). 2017-10-27. Archived from the original on 2018-01-06. Retrieved 2020-04-16.
8. 1 2 3  Giovanna, Cavalli (2017-10-27). "Porn star turned lecturer earns students' respect". Corriere della Sera (به ایتالیایی). Archived from the original on 2018-04-16. Retrieved 2020-03-26.
9. ↑  Siti 2020, p. 133–134.
10. 1 2  Arcolaci, Alessia (2017-10-28). "Basta col porno, adesso salgo in cattedra". Vanity Fair (به ایتالیایی). Archived from the original on 2017-11-20. Retrieved 2020-03-25.
11. ↑  Siti 2020, p. 317.
12. ↑  Carradori, Niccolò (November 26, 2017). "I Went From Being A Porn Star to University Lecturer". vice.com. Retrieved May 21, 2020.
13. ↑  Siti 2020, p. 251-252.
14. 1 2  Siti 2020, p. 315.
15. ↑  Siti 2020, p. 325.
16. ↑  Freddi, Ruggero (March 2022). "Morse Index of Multiple Blow-Up Solutions to the Two-Dimensional Sinh-Poisson Equation" (PDF). Analysis in Theory and Applications Anal. Theory App. vo.38: 26–78. doi:10.4208/ata.OA-2020-0037. S2CID 244866305 – via Morse index, sinh-Poisson equation, eigenvalues estimates.
17. ↑  Freddi, Ruggero (2020). Morse index of multiple blow-up solutions to the two-dimensional sinh-poisson equation (PDF) (Thesis). arXiv:2001.02137. Bibcode:2020arXiv200102137F. Archived from the original (PDF) on April 22, 2020. Retrieved April 19, 2021.
18. ↑  Carradori, Niccolò (2017-11-26). "I Went From Being A Porn Star to University Lecturer". Vice (به انگلیسی). Archived from the original on 2020-03-26. Retrieved 2020-03-26.
19. ↑  Siti 2020, p. 315-316.